# 益田元宣
益田 元宣（ますだ もとのぶ）は、益田家第32代当主。長州藩永代家老・須佐領主益田家13代。
初名は兼宣（かねのぶ）、のちに長州藩第11代藩主毛利斉元（兼宣（元宣）のはとこにあたる）より偏諱を授与されて元宣に改名。

## 生涯
享和2年（1802年）、右田毛利就任の五男として生まれる。文政7年（1824年）、従兄弟にあたる益田房清の婿養子に迎えられ、文政9年（1826年）、養父・房清の死去により家督を相続する。
天保2年（1831年）、当職（国家老・執政）となる。天保5年（1834年）に辞職するが、翌天保6年（1835年）に再び当職となる。13代藩主毛利慶親（斉元の子、のちの敬親）に村田清風を推挙し、天保9年（1838年）に清風が仕組掛となる。天保11年（1840年）の藩政改革にあたって当役となり、清風が当役用談役となる。藩の借り入れを37年賦にする債務整理を断行し、これにより被害を受けた商人達による工作の結果、弘化元年（1844年）に清風と共に職を免じられた。
しかし藩財政の悪化を受けて、弘化3年（1846年）に再度当職となる。嘉永元年（1848年）、手狭となった藩校明倫館が移転再建されることとなり、明倫館大都合役（明倫館総奉行）を命じられ、再興用掛の清風と共に再建にあたった。嘉永2年（1849年）没。享年48。
家督は、正室孝子が生んだ親施が相続した。